# Дубровник чесночный
Дубро́вник чесно́чный, или Дубра́вник чесночный, или Скордия (лат. Téucrium scórdium) — вид растений рода Дубровник (Teucrium) семейства Яснотковые (Lamiaceae). Распространён в Евразии и Африке.

## Ботаническое описание
Многолетнее растение высотой 25—50 см с ползучим корневищем.
Стебель приподнимающийся, простой или ветвистый, мохнато-волосистый.
Листья удлинённо-эллиптические, на главном стебле при основании сердцевидно-стеблеобъемлющие.
Соцветие из ложных мутовок, колосовидное, рыхловатое. Цветки сине-фиолетовые, снаружи опушённые.
Плоды — продолговатые бурые орешки.
Цветёт в июне—августе. Плоды созревают в августе—сентябре.

## Распространение и экология
Произрастает в Европе, Африке (Эфиопия, Тунис, Марокко), Малой Азии, Китае, Казахстане.
Растёт по пойменным лугам, берегам рек и болот, холмам.

## Значение и применение
Химический состав не изучен.
Листья иногда употребляют в качестве пряности.
Растение обладает чесночным запахом.

## Классификация

### Таксономия
Teucrium scordium L., 1753, Sp. Pl. : 565
Вид Дубровник чесночный относится к роду Дубровник (Teucrium) семейства Яснотковые (Lamiaceae) порядка Ясноткоцветные (Lamiales). Таксономическая схема в соответствии с Системой APG IV по состоянию на декабрь 2023 года:
|  |                                      |  |                                   |                                   |                      |  | ещё 23 семейства | ещё 23 семейства |                         |  |                         |  | еще 313 подтвержденных видов и 85 таксонов, ожидающих подтверждения | еще 313 подтвержденных видов и 85 таксонов, ожидающих подтверждения |  |
|  |                                      |  |                                   |                                   |                      |  | ещё 23 семейства | ещё 23 семейства |                         |  |                         |  | еще 313 подтвержденных видов и 85 таксонов, ожидающих подтверждения | еще 313 подтвержденных видов и 85 таксонов, ожидающих подтверждения |  |
|  |                                      |  |                                   | порядок Ясноткоцветные            |                      |  |                  |                  | род Дубровник           |  |                         |  |                                                                     |                                                                     |  |
|  |                                      |  |                                   | порядок Ясноткоцветные            |                      |  |                  |                  | род Дубровник           |  | 4 внутривидовых таксона |  |                                                                     |                                                                     |  |
|  | отдел Цветковые, или Покрытосеменные |  |                                   |                                   | семейство Яснотковые |  |                  |                  | вид Дубровник чесночный |  |                         |  |                                                                     |                                                                     |  |
|  | отдел Цветковые, или Покрытосеменные |  |                                   |                                   |                      |  |                  |                  |                         |  |                         |  |                                                                     |                                                                     |  |
|  |                                      |  | ещё 63 порядка цветковых растений | ещё 63 порядка цветковых растений |                      |  |                  | ещё 268 родов    | ещё 268 родов           |  |                         |  |                                                                     |                                                                     |  |
|  |                                      |  |                                   | ещё 63 порядка цветковых растений |                      |  |                  |                  | ещё 268 родов           |  |                         |  |                                                                     |                                                                     |  |

### Внутривидовые таксоны
- Teucrium scordium subsp. glabrescens (Murata) Rech.f.
- Teucrium scordium subsp. scordioides (Schreb.) Arcang.
- Teucrium scordium subsp. scordium
- Teucrium scordium subsp. serratum (Benth.) Rech.f.

### Синонимы
- Chamaedrys scordium Moench
- Scordium altaicum Gilib.
- Teucrium scordium var. microphyllum A.Rich.
- Teucrium scordium var. villosum K.Koch
- Teucrium scordium var. virgatum K.Koch